# ريتشارد ميرفي (مجدف)
ريتشارد ميرفي (بالإنجليزية: Richard Murphy)‏ هو مجدف أمريكي، ولد في 14 نوفمبر 1931 في نيوجيرسي في الولايات المتحدة.

## وصلات خارجية
- ريتشارد ميرفي على موقع الاتحاد الدولي للتجديف (الإنجليزية)
- ريتشارد ميرفي على موقع اللجنة الأولمبية الدولية (الإنجليزية)
- ريتشارد ميرفي على موقع أوليمبيديا (الإنجليزية)